# Leonard James Rogers
Leonard James Rogers FRS (30 de marzo de 1862 - 12 de septiembre de 1933) fue un matemático británico, especializado en problemas algebraicos y geométricos.

## Semblanza
Rogers nació en Oxford, hijo de Thorold Rogers, profesor de economía política, y de Anne Susanna Charlotte Rogers. Durante su infancia padeció una enfermedad grave y, aunque su recuperación fue completa, no pudo acudir a la escuela. Sin embargo, John Griffiths, un conocido matemático de Oxford, advirtió la notable capacidad matemática de Rogers y le enseñó durante su infancia.
En 1879 fue elegido para una Beca en Matemáticas en el Balliol College, donde se matriculó en octubre de 1880. Además de su formación matemáticas, se graduó en culturas clásicas en 1882, y obtuvo una licenciatura en música en 1884.
De 1888 a 1919  fue profesor de matemáticas en la Universidad de Yorkshire (entonces una universidad externa de la Universidad de Londres), que posteriormente se convertiría en  la Universidad de Leeds en 1904. Resultó elegido miembro  de la Royal Society en 1924.

## Principales trabajos
Rogers fue el descubridor de:
- Las identidades de Rogers-Ramanujan
- La desigualdad de Hölder
- Los polinomios de Rogers
- Los polinomios de Rogers-Szegő

A finales de la década de 1920 publicó en la Gaceta Matemática cuatro notas sobre problemas geométricos, incluyendo una sobre el problema de Malfatti.

## Publicaciones
- Rogers, L. J. (February 1888), «An extension of a certain theorem in inequalities», Messenger of Mathematics, New Series XVII (10): 145-150.. The first paper containing Hölder's inequality.
- Rogers, L. J. (12 de abril de 1894), «Second Memoir on the Expansion of certain Infinite Products», Proceedings of the London Mathematical Society, s1 25 (1): 318-343, doi:10.1112/plms/s1-25.1.318.. El primer artículo contiene las identidades de Rogers-Ramanujan.